# North Riding Football League
North Riding Football League är en engelsk fotbollsliga, grundad 2017 genom en sammanslagning av Teesside Football League och Eskvale & Cleveland League.. Ligans högsta division, Premier Division, ligger på nivå 11 i det engelska ligasystemet.

## Mästare
| Säsong  | Premier Division | Division One |
| ------- | ---------------- | ------------ |
| 2017–18 | Boro Rangers     | Bedale       |
| 2018–19 |                  |              |